# AKB48 49thシングル 選抜総選挙
『AKB48 49thシングル 選抜総選挙〜まずは戦おう!話はそれからだ〜』（エーケービーフォーティーエイト フォーティーナインスシングルせんばつそうせんきょ まずはたたかおう はなしはそれからだ、別名：第9回AKB48選抜総選挙）は、AKB48の49枚目のシングルに参加する選抜メンバーをファンによる投票によって決定するイベントである。この選挙の上位16位までのメンバーが、2017年8月30日発売の49thシングル「#好きなんだ」の選抜メンバーとなった。

## 概要
選挙の実施は、2017年3月20日に幕張メッセで行われた写真会イベントにおいて発表された。
今回の総選挙では前回同様に立候補制が採用されている。また、2017年3月19日に第1期生オーディション最終審査を終えたSTU48のメンバーも立候補が可能となった。
第7回の福岡県、第8回の新潟県に続いて3年連続で関東圏以外でのイベント開催となったが、初めて各AKB48グループの活動拠点地域以外での開催となる。今回のイベントは地元の沖縄ファミリーマートが創設30周年を迎えたのを記念として開催される特別行事の一つとして行われた。
投票期間は2017年5月30日から6月16日までで、48thシングル「願いごとの持ち腐れ」リリース日の5月31日にAKB48劇場で速報結果が発表された。
開票イベントと同時刻に、会場の舞台裏特設ブースから『第9回AKB48総選挙SHOWROOM裏生配信SP』がSHOWROOMにおいて生配信され、総選挙結果の実況、ランクイン直後のメンバーをゲストに招いてトークを展開した。今回の総選挙では立候補を見送った柏木由紀（AKB48/NGT48）とトップリードがMCを務めた。
会場での司会進行は徳光和夫と木佐彩子が務めた。

## 開票イベント

### 屋外イベントの中止
開票イベントの会場としては当初、沖縄県豊見城市の海水浴場、豊崎海浜公園・豊崎美らSUNビーチが予定されていたが、開催前々日である6月15日の夜に、沖縄地方の記録的大雨の予報が出され、中止も視野に検討されていることが発表された。前日の6月16日には「雷を伴い激しく降る」との予報を受け、開票イベント前に行われる予定だった「AKB48グループコンサート」とあわせて、ビーチでのすべてのイベントの中止が発表された。開票の場所は、豊見城市立中央公民館に舞台を移し、立候補メンバー、イベント・テレビ中継の出演者およびその他関係者、報道陣のみの総選挙史上初めての「無観客」で行われた。
イベントは屋外で、梅雨の6月開催であるため、当日の天候を不安視する声はイベント開催発表時から挙がっており、実施については雨天決行、荒天の場合は中止となり、雷注意報が出た場合には別会場に移動し無観客で行う予定だとしていた。
屋外イベントの中止に伴い、コンサートおよび開票イベントのチケット代金、JTBオフィシャルツアー申込者のツアー代金は全額返金対応となった。イベントには約2万人の動員、地元での経済効果は10〜15億円を見込んでいた。開催費用は主催のAKSの持ち出し分、地元企業の協賛金、沖縄県や那覇市、豊見城市からの助成金を合わせ、約2億5000万円であったが、イベント中止の損害保険に加入していたため、大きな損失には至らなかった。
会場から最も近いホテルグランビューガーデン沖縄では、2日間で約20室の予約取消が相次ぎ、アパホテル那覇でもキャンセル発生の報告があった。観光関係者によれば、キャンセル発生の影響により、那覇市内のホテルでは軒並み料金が下げられたという。航空では6月16日夕方時点で日本航空（JAL）ではキャンセルはそれほど発生しておらず、大きな影響が出ていないとした一方で、全日空（ANA）ではツアーだけで200席のキャンセルが発生し、個人のキャンセルも相次いだという。いっぽうで予定通り沖縄に訪れた人もいて、沖縄市のホテルではキャンセルが出なかったという。480グラムのステーキを格安で提供する「STK480」というコラボ企画を行っていたステーキハウス88においても、イベントが予定されていた週末に向けて客足は上り調子としている。イベントから観光に目的を切り替えたファンとみられるレンタカー予約が6月16日に伸びたことも報告されている。
なお代替イベントとして、AKB48グループの各劇場（AKB48劇場、SKE48劇場、NMB48劇場、西鉄ホール〈HKT48劇場〉、NGT48劇場）において、「開票イベント」チケット（以下「チケット」）所持者を対象に抽選で入場できる無料のパブリックビューイングが開催され、現地の映像素材がCMなしで生中継された。また開催予定地だった現地・美らSUNビーチの特設会場においても、チケット（通しチケット含む）の所有者を対象とした無料のパブリックビューイングが開催された。
梅雨時期の開催で、荒天により屋外イベントが中止になったことから、次回のイベント会場については屋根付きで収容人数と交通アクセスなどの条件が整っている会場を公募することになった。

### テレビ中継
イベントの模様はBSスカパー!において、『AKB48 49th シングル 選抜総選挙〜コンサートから午後7時まで〜』として開票イベント前に開催される予定であった『AKB48グループコンサート』を含めて12時30分から19時まで生中継されることになっていたが、コンサート中止に伴い、コンサートのパートは2017年1月に開催された『AKB48 グループリクエストアワー セットリストベスト 100 2017 100〜76位』の映像に差し替えとなった。なお開票イベントは予定通り放送された。
フジテレビ系列では『第9回AKB48総選挙SP』として、19時から21時24分まで現地から生放送され、司会に宮根誠司（開票イベントの第7位発表に初めて携わったがこの事柄については台本には載っていなかったと言う。）と三田友梨佳（フジテレビアナウンサー）、リポーターの木村拓也（フジテレビアナウンサー）はパブリックビューイングリポート、ゲストとして小嶋陽菜、中尾ミエ、ミッツ・マングローブが出演、終わり頃に指原莉乃と渡辺麻友の2人が生出演した。番組は現地からの生放送体制で、現地から放送したのは2014年の第6回大会の東京・味の素スタジアム以来、3年振り2回目のことであった。前述のイベント中止を受け、開催地の沖縄テレビに加え、新潟総合テレビ、東海テレビ、テレビ西日本の4局の全面協力を仰ぎ、各地のパブリックビューイングの様子も放送された。
なお、地上波中継の視聴率は第1部（19時から20時49分まで）で6.1%を、第2部（20時49分から21時24分まで）で13.2%をそれぞれ記録した（ビデオリサーチ調べ、関東地区・世帯・リアルタイム）。

### 公金投入を巡る議論
週刊朝日によれば、沖縄県は本イベントを「戦略的課題解決型観光商品等支援事業」に認定し、会場設営費等として交付金2400万円を支出した。また、那覇市は5月28日に開催されたミニライブとトークショーに対し400万円を支出し、合わせて2800万円もの公金が投入された。この点について、衆議院議員の河野太郎が自身のブログで言及し「補助金をもらってイベントをやるだけならば、持続的ではない」と批判した。沖縄県観光整備課は「会場設営の一部を助成しただけ」であり「AKBのメンバーの出演ギャラを出したわけではありません」と話し「これがきっかけとなってリピーターのお客さんが増えてくれればと思います」と公金支出の意図を説明した。週刊朝日によれば、過去に総選挙の開票イベントが開催された福岡県、新潟県では公金が支出されなかったとし、取材に応じた新潟県の担当者は「税金を使うと批判が出ると思い、予算を出すのはやめました」としながらも「PRのために、この機を逃さないという沖縄県の考え方もなんとなく理解できる」と沖縄県の判断に理解を示した。河野議員は週刊朝日の取材に対し「閑散期に客が来ないので観光促進のためだと言うけれど、こういうイベントは一時しのぎでしかない。交付金の予算額が大きいわけですから、使途や戦略はどうなの、ということです」と説明し、交付金を管轄する内閣府の沖縄政策担当者は「真摯に受け止めて、会議を開くなど検討している」回答した。

## 投票有資格者
以下のいずれかに該当する者に投票権がある。
- AKB48 48thシングル「願いごとの持ち腐れ」初回限定盤・通常盤・劇場盤購入者
- AKB48公式ファンクラブ「二本柱会」会員
- 各グループ公式携帯サイト会員
  - AKB48 Mobile
  - SKE48 Mobile
  - NMB48 Mobile
  - HKT48 Mobile
  - NGT48 Mobile
  - STU48 Mobile[30]
- 各グループ公式メールサービス月額会員
  - AKB48 Mail
  - SKE48 Mail
  - NMB48 Mail
  - HKT48 Mail
  - NGT48 Mail
- AKB48公式スマートフォンアプリ会員
- AKB48 OFFICIAL NET会員
- DMM.comが提供する以下の月額見放題サービス会員
  - AKB48 LIVE!! ON DEMAND
  - SKE48 LIVE!! ON DEMAND
  - NMB48 LIVE!! ON DEMAND
  - HKT48 LIVE!! ON DEMAND
  - NGT48 LIVE!! ON DEMAND
  - AKB48グループ REVIVAL!! ON DEMAND

また、開票日当日の12時30分より開演する「AKB48グループコンサート」のチケット1枚につき投票権1票が付与される予定だったが、コンサートが悪天候により中止となったため実施されないことになった。

## 被選挙権者
2017年3月20日の開催発表時点では、下記の2条件のいずれかを満たすメンバーが、立候補受付期間内に各劇場などの届出所に所定の立候補届出書を提出することで被選挙権者となる。
- AKB48・SKE48・NMB48・HKT48・NGT48に2017年3月20日時点で在籍しているメンバー[注釈 3]
- 海外に専任移籍している元AKB48メンバー（近野莉菜）

### 立候補者
- 立候補期間：2017年3月25日11時00分 - 3月31日24時00分
- 立候補者数：322名

立候補者のうち、☆は前回立候補しなかったメンバー（初めて立候補する権利が与えられたメンバーを除く）。

#### AKB48
- チームA（12名）
  - 大家志津香、小嶋菜月、佐々木優佳里、白間美瑠（NMB48チームM兼任）、田北香世子、谷口めぐ、中西智代梨、樋渡結依、宮崎美穂、宮脇咲良（HKT48チームKIV兼任）、山田菜々美（AKB48チーム8兼任）、横山由依
- チームK（13名）
  - 阿部マリア、市川愛美、篠崎彩奈、島田晴香、下口ひなな、田野優花、中野郁海（AKB48チーム8兼任）、藤田奈那、峯岸みなみ、向井地美音、茂木忍、湯本亜美
- チームB（9名）
  - 加藤玲奈、後藤萌咲、坂口渚沙（AKB48チーム8兼任）、☆竹内美宥、達家真姫宝、福岡聖菜、馬嘉伶、矢吹奈子（HKT48チームH兼任）、渡辺麻友
- チーム4（15名）
  - 飯野雅、岩立沙穂、大川莉央、大森美優、岡田奈々（STU48兼任）、川本紗矢、北川綾巴（SKE48チームS兼任）、北澤早紀、小嶋真子、込山榛香、佐藤妃星、渋谷凪咲（NMB48チームM兼任）、高橋朱里、朝長美桜（HKT48チームKIV兼任）、☆野澤玲奈
- チーム8（44名）
  - 坂口渚沙（AKB48チームB兼任）、横山結衣、谷川聖、佐藤七海、早坂つむぎ、佐藤朱、舞木香純、岡部麟、本田仁美、清水麻璃亜、髙橋彩音、吉川七瀬、小栗有以、小田えりな、佐藤栞、左伴彩佳、歌田初夏、横道侑里、服部有菜、野田陽菜乃、橋本陽菜、平野ひかる、長久玲奈、髙橋彩香、永野芹佳、太田奈緒、山田菜々美（AKB48チームA兼任）、山本瑠香、大西桃香、濵咲友菜、中野郁海（AKB48チームK兼任）、阿部芽唯、人見古都音、下尾みう、行天優莉奈、高岡薫、廣瀬なつき、吉田華恋、寺田美咲、倉野尾成美、山田杏華、谷口もか、下青木香鈴、宮里莉羅
- 研究生（23名）
  - 久保怜音、野村奈央、西川怜、山邊歩夢、千葉恵里、浅井七海、稲垣香織、梅本和泉、黒須遥香、佐藤美波、庄司なぎさ、鈴木くるみ、田口愛佳、田屋美咲、長友彩海、播磨七海、本間麻衣、前田彩佳、道枝咲、武藤小麟、安田叶、山内瑞葵、山根涼羽

#### SKE48
- チームS（13名）
  - 一色嶺奈、犬塚あさな、☆大矢真那、上村亜柚香、北川綾巴（AKB48チーム4兼任）、杉山愛佳、☆都築里佳、野島樺乃、町音葉、松井珠理奈、松本慈子、山内鈴蘭、山田樹奈
- チームKII（18名）
  - 青木詩織、荒井優希、内山命、江籠裕奈、太田彩夏、大場美奈、小畑優奈、北野瑠華、白井琴望、惣田紗莉渚、☆高木由麻奈、髙塚夏生、高柳明音、竹内彩姫、日高優月、古畑奈和、☆松村香織、水野愛理
- チームE（16名）
  - 浅井裕華、井田玲音名、市野成美、鎌田菜月、木本花音、熊崎晴香、後藤楽々、斉藤真木子、佐藤すみれ、末永桜花、菅原茉椰、須田亜香里、髙寺沙菜、髙畑結希、谷真理佳、福士奈央
- 研究生（20名）
  - 相川暖花、片岡成美、和田愛菜、渥美彩羽、石川咲姫、石黒友月、井上瑠夏、大芝りんか、岡田美紅、北川愛乃、倉島杏実、坂本真凛、佐藤佳穂、白雪希明、仲村和泉、野々垣美希、野村実代、深井ねがい、森平莉子、矢作有紀奈

#### NMB48
- チームN（12名）
  - 東由樹、市川美織、日下このみ、古賀成美、須藤凜々花、☆谷川愛梨、内木志、林萌々香、堀詩音、松村芽久未、三田麻央、山本彩加
- チームM（13名）
  - 石田優美、磯加奈江、鵜野みずき、大段舞依、加藤夕夏、川上千尋、川上礼奈、渋谷凪咲（AKB48チーム4兼任）、白間美瑠（AKB48チームA兼任）、中野麗来、西澤瑠莉奈、安田桃寧、吉田朱里
- チームBII（11名）
  - 明石奈津子、石塚朱莉、井尻晏菜、植村梓、太田夢莉、沖田彩華、久代梨奈、城恵理子、武井紗良、村瀬紗英、森田彩花
- 研究生（11名）
  - 梅山恋和、小嶋花梨、本郷柚巴、溝川実来、安藤愛璃菜、岩田桃夏、山田寿々、清水里香、上西怜、中川美音、水田詩織

#### HKT48
- チームH（13名）
  - 秋吉優花、宇井真白、上野遥、神志那結衣、坂口理子、指原莉乃（STU48兼任）、田島芽瑠、田中菜津美、田中美久、松岡菜摘、矢吹奈子（AKB48チームB兼任）、山田麻莉奈、山本茉央
- チームKIV（14名）
  - 今田美奈、岩花詩乃、植木南央、熊沢世莉奈、下野由貴、田中優香、冨吉明日香、朝長美桜（AKB48チーム4兼任）、深川舞子、渕上舞、宮脇咲良（AKB48チームA兼任）、村重杏奈、本村碧唯、森保まどか
- チームTII（9名）
  - 荒巻美咲、今村麻莉愛、栗原紗英、坂本愛玲菜、外薗葉月、松岡はな、村川緋杏、山内祐奈、山下エミリー
- 研究生（10名）
  - 運上弘菜、小田彩加、堺萌香、清水梨央、武田智加、地頭江音々、月足天音、豊永阿紀、松本日向、宮﨑想乃

#### NGT48
- チームNIII（15名）
  - 荻野由佳、小熊倫実、加藤美南、北原里英、佐藤杏樹、菅原りこ、高倉萌香、太野彩香、中井りか、西潟茉莉奈、長谷川玲奈、本間日陽、村雲颯香、山口真帆、山田野絵
- 研究生（9名）
  - 大滝友梨亜、角ゆりあ、日下部愛菜、清司麗菜、髙橋真生、中村歩加、奈良未遥、西村菜那子、宮島亜弥

#### STU48
（33名）
- 石田千穂、石田みなみ、磯貝花音、市岡愛弓、今村美月、岩田陽菜、大谷満理奈、岡田奈々（AKB48チーム4兼任）、尾﨑舞美、甲斐心愛、門田桃奈、門脇実優菜、黒岩唯、榊美優、指原莉乃（HKT48チームH兼任）、佐野遥、塩井日奈子、新谷野々花、菅原早記、瀧野由美子、田中皓子、谷口茉妃菜、張織慧、土路生優里、兵頭葵、福田朱里、藤原あずさ、三島遥香、峯吉愛梨沙、森香穂、森下舞羽、矢野帆夏、薮下楓

#### BNK48
（1名）
- 伊豆田莉奈[注釈 4]

### 不参加
- 不参加者数：47名

★は立候補締切日以降、開票日当日までにAKB48グループから卒業した、または卒業発表をしたメンバー。

#### AKB48
- チームA（1名）
  - 入山杏奈（前回18位）
- チームK（2名）
  - 兒玉遥（HKT48チームH兼任）、武藤十夢[注釈 5]（前回10位）
- チームB（3名）
  - 柏木由紀（NGT48チームNIII兼任、前回5位）、★木﨑ゆりあ（前回37位）、★田名部生来[注釈 6]
- チーム4（1名）
  - 村山彩希[注釈 6]
- チーム8（3名）
  - ★谷優里、★濵松里緒菜、★福地礼奈

#### SKE48
- チームS（2名）
  - 後藤理沙子（前回100位）、二村春香（前回49位）
- 研究生（1名）
  - ★川合杏奈[注釈 7]

#### NMB48
- チームN（2名）
  - 山尾梨奈、山本彩（前回4位）
- チームM（2名）
  - 上枝恵美加、木下百花[注釈 8]
- チームBII（2名）
  - ★村中有基、矢倉楓子（前回33位）

#### HKT48
- チームH（4名）
  - ★井上由莉耶（前回48位）、★岡本尚子、兒玉遥（AKB48チームK兼任、前回9位）、駒田京伽（前回60位）
- チームTII（1名）
  - ★筒井莉子

#### NGT48
- チームNIII（1名）
  - 柏木由紀（AKB48チームB兼任）

#### JKT48
- チームKIII（1名）
  - 近野莉菜[注釈 8]

#### 開催発表日時点で卒業発表をしていたメンバー
- 相笠萌（元AKB48チームK） - 2017年3月21日卒業
- 梅田綾乃（元AKB48チームB） - 2017年3月22日卒業
- 西野未姫（元AKB48チーム4、前回61位） - 2017年3月27日卒業
- 中村麻里子（元AKB48チームA） - 2017年3月30日卒業
- 東李苑（元SKE48チームS、前回83位） - 2017年3月31日卒業
- 酒井萌衣（元SKE48チームE、前回63位） - 同上
- 水澤彩佳（元NGT48研究生）-  同上
- 多田愛佳（元HKT48チームKIV） - 2017年4月10日卒業
- 高橋希良（元AKB48チームB ドラフト研究生） - 2017年4月11日卒業
- 上西恵（元NMB48チームN） - 2017年4月18日卒業
- 小嶋陽菜（元AKB48チームA、前回16位） - 2017年4月19日卒業
- 薮下柊（元NMB48チームN、前回39位） - 同上
- 中田ちさと（元AKB48チームK） - 2017年4月24日卒業
- 山口夕輝（元NMB48チームBII） - 2017年4月28日卒業
- 藤江れいな（元NMB48チームBII、 前回41位） -  2017年5月27日卒業
- 竹内舞（元SKE48チームS、前回54位） - 2017年5月31日卒業
- 石田安奈（元SKE48チームKII） - 同上
- 横島亜衿（元AKB48チームB） - 2017年6月5日卒業
- 鈴木まりや（元AKB48チームK） - 2017年6月10日卒業
- 岡田彩花（元AKB48チーム4、前回57位） - 2017年6月22日卒業

#### 開催発表日以降、立候補締切日までに卒業発表をしたメンバー
- 野口菜々美（元AKB48研究生） - 2017年3月31日活動辞退
- 大島涼花（元AKB48チームB、前回32位） - 2017年6月8日卒業
- 西仲七海（元NMB48研究生） - 2017年6月22日卒業

## 当選枠
前回と同様に80人である。1 - 16位の16人が表題曲の選抜メンバーとなる。17 - 32位の16人はアンダーガールズ、33 - 48位の16人がネクストガールズ、49 - 64位の16人がフューチャーガールズ、65 - 80位のアップカミングガールズとしてそれぞれの楽曲に参加する。

## 結果
当日投票の中止を伴いながらも、総投票数は338万2368票となり、史上最多の投票数となった。歴代最多となる4回目の1位を獲得した指原莉乃は総選挙史上初の三連覇を達成し、得票数24万6376票は総選挙史上最多の得票数となった。シングル選抜の各グループ内訳人数は、AKB48が4名、SKE48が5名、NMB48が2名、HKT48が2名、NGT48が3名となり、SKE48メンバーが最多となった。選抜メンバーにおいて、AKB48以外のグループが最多議席を獲得したのは初めてのことである。
速報および延長戦では前回に続いて第100位まで発表された。
所属における省略表記は以下の通り。
- K研 - AKB48チームK ドラフト研究生
- 秋研 - AKB48研究生
- 博研 - HKT48研究生
- 新研 - NGT48研究生
- STU - STU48

| 順位                                                   | 氏名                                   | 所属                                   | 得票数                                 | 速報                                   | 速報                                   | 前回 順位                              | 過去 最高 順位                         |
| 順位                                                   | 氏名                                   | 所属                                   | 得票数                                 | 得票                                   | 順位                                   | 前回 順位                              | 過去 最高 順位                         |
| 49thシングル 選抜メンバー（1位〜16位）                 | 49thシングル 選抜メンバー（1位〜16位） | 49thシングル 選抜メンバー（1位〜16位） | 49thシングル 選抜メンバー（1位〜16位） | 49thシングル 選抜メンバー（1位〜16位） | 49thシングル 選抜メンバー（1位〜16位） | 49thシングル 選抜メンバー（1位〜16位） | 49thシングル 選抜メンバー（1位〜16位） |
| ------------------------------------------------------ | -------------------------------------- | -------------------------------------- | -------------------------------------- | -------------------------------------- | -------------------------------------- | -------------------------------------- | -------------------------------------- |
| 001位                                                  | 指原莉乃                               | H/STU                                  | 246,376票                              | 32,340票                               | 003位                                  | 001位                                  | 001位                                  |
| 002位                                                  | 渡辺麻友                               | B                                      | 149,132票                              | 27,614票                               | 004位                                  | 002位                                  | 001位                                  |
| 003位                                                  | 松井珠理奈                             | S                                      | 113,615票                              | 34,641票                               | 002位                                  | 003位                                  | 003位                                  |
| 004位                                                  | 宮脇咲良                               | KIV/A                                  | 82,803票                               | 21,151票                               | 008位                                  | 006位                                  | 006位                                  |
| 005位                                                  | 荻野由佳                               | NIII                                   | 73,368票                               | 55,061票                               | 001位                                  | 095位                                  | 095位                                  |
| 006位                                                  | 須田亜香里                             | E                                      | 63,124票                               | 24,947票                               | 006位                                  | 007位                                  | 007位                                  |
| 007位                                                  | 横山由依                               | A                                      | 58,314票                               | 12,031票                               | 012位                                  | 011位                                  | 010位                                  |
| 008位                                                  | 惣田紗莉渚                             | KII                                    | 52,475票                               | 5,159票                                | 062位                                  | 030位                                  | 030位                                  |
| 009位                                                  | 岡田奈々                               | 4/STU                                  | 48,143票                               | 16,867票                               | 010位                                  | 014位                                  | 014位                                  |
| 010位                                                  | 北原里英                               | NIII                                   | 45,684票                               | 3,948票                                | 092位                                  | 012位                                  | 011位                                  |
| 011位                                                  | 高橋朱里                               | 4                                      | 42,663票                               | 17,047票                               | 009位                                  | 015位                                  | 015位                                  |
| 012位                                                  | 白間美瑠                               | M/A                                    | 41,491票                               | 11,084票                               | 019位                                  | 024位                                  | 024位                                  |
| 013位                                                  | 本間日陽                               | NIII                                   | 41,230票                               | 25,032票                               | 005位                                  | 圏外                                   | -                                      |
| 014位                                                  | 古畑奈和                               | KII                                    | 40,202票                               | 6,954票                                | 040位                                  | 029位                                  | 029位                                  |
| 015位                                                  | 高柳明音                               | KII                                    | 38,576票                               | 5,523票                                | 056位                                  | 020位                                  | 014位                                  |
| 016位                                                  | 吉田朱里                               | M                                      | 35,540票                               | 8,160票                                | 033位                                  | 077位                                  | 050位                                  |
| アンダーガールズ（17位〜32位）                         |                                        |                                        |                                        |                                        |                                        |                                        |                                        |
| 017位                                                  | 向井地美音                             | K                                      | 35,201票                               | 8,626票                                | 029位                                  | 013位                                  | 013位                                  |
| 018位                                                  | 松村香織                               | KII                                    | 34,977票                               | 4,111票                                | 091位                                  | 不参加                                 | 013位                                  |
| 019位                                                  | 峯岸みなみ                             | K                                      | 34,688票                               | 圏外                                   | 圏外                                   | 017位                                  | 014位                                  |
| 020位                                                  | 須藤凜々花                             | N                                      | 31,779票                               | 11,207票                               | 017位                                  | 044位                                  | 044位                                  |
| 021位                                                  | 加藤玲奈                               | B                                      | 30,282票                               | 4,909票                                | 068位                                  | 026位                                  | 026位                                  |
| 022位                                                  | 大矢真那                               | S                                      | 30,236票                               | 圏外                                   | 圏外                                   | 不参加                                 | 020位                                  |
| 023位                                                  | 中井りか                               | NIII                                   | 29,953票                               | 4,404票                                | 083位                                  | 096位                                  | 096位                                  |
| 024位                                                  | 小嶋真子                               | 4                                      | 29,699票                               | 8,729票                                | 027位                                  | 019位                                  | 019位                                  |
| 025位                                                  | 高倉萌香                               | NIII                                   | 28,623票                               | 21,667票                               | 007位                                  | 圏外                                   | -                                      |
| 026位                                                  | 大場美奈                               | KII                                    | 28,554票                               | 4,692票                                | 073位                                  | 022位                                  | 022位                                  |
| 027位                                                  | 太田夢莉                               | BII                                    | 28,457票                               | 8,965票                                | 026位                                  | 052位                                  | 052位                                  |
| 028位                                                  | 田中美久                               | H                                      | 28,355票                               | 6,681票                                | 045位                                  | 045位                                  | 045位                                  |
| 029位                                                  | 川本紗矢                               | 4                                      | 28,118票                               | 11,864票                               | 014位                                  | 027位                                  | 027位                                  |
| 030位                                                  | 倉野尾成美                             | 8                                      | 28,037票                               | 11,961票                               | 013位                                  | 034位                                  | 034位                                  |
| 031位                                                  | 森保まどか                             | KIV                                    | 27,384票                               | 3,833票                                | 095位                                  | 050位                                  | 025位                                  |
| 032位                                                  | 福岡聖菜                               | B                                      | 26,444票                               | 9,624票                                | 025位                                  | 097位                                  | 097位                                  |
| ネクストガールズ（33位〜48位）                         |                                        |                                        |                                        |                                        |                                        |                                        |                                        |
| 033位                                                  | 加藤夕夏                               | M                                      | 25,988票                               | 12,396票                               | 011位                                  | 084位                                  | 059位                                  |
| 034位                                                  | 渕上舞                                 | KIV                                    | 25,900票                               | 10,767票                               | 020位                                  | 040位                                  | 031位                                  |
| 035位                                                  | 朝長美桜                               | KIV/4                                  | 25,733票                               | 6,144票                                | 049位                                  | 023位                                  | 023位                                  |
| 036位                                                  | 江籠裕奈                               | KII                                    | 25,731票                               | 圏外                                   | 圏外                                   | 035位                                  | 035位                                  |
| 037位                                                  | 矢吹奈子                               | H/B                                    | 25,364票                               | 6,175票                                | 048位                                  | 028位                                  | 028位                                  |
| 038位                                                  | 冨吉明日香                             | KIV                                    | 24,996票                               | 6,031票                                | 050位                                  | 042位                                  | 042位                                  |
| 039位                                                  | 村瀬紗英                               | BII                                    | 24,585票                               | 10,737票                               | 021位                                  | 088位                                  | 088位                                  |
| 040位                                                  | 田島芽瑠                               | H                                      | 24,458票                               | 4,407票                                | 082位                                  | 043位                                  | 032位                                  |
| 041位                                                  | 西潟茉莉奈                             | NIII                                   | 24,401票                               | 7,983票                                | 034位                                  | 圏外                                   | -                                      |
| 042位                                                  | 岩立沙穂                               | 4                                      | 24,303票                               | 8,653票                                | 028位                                  | 051位                                  | 051位                                  |
| 043位                                                  | 佐々木優佳里                           | A                                      | 24,276票                               | 6,024票                                | 051位                                  | 038位                                  | 038位                                  |
| 044位                                                  | 鎌田菜月                               | E                                      | 24,108票                               | 8,312票                                | 032位                                  | 074位                                  | 070位                                  |
| 045位                                                  | 谷口めぐ                               | A                                      | 23,304票                               | 10,113票                               | 023位                                  | 069位                                  | 069位                                  |
| 046位                                                  | 後藤楽々                               | E                                      | 23,225票                               | 10,489票                               | 022位                                  | 圏外                                   | -                                      |
| 047位                                                  | 久保怜音                               | K研                                    | 22,895票                               | 11,363票                               | 016位                                  | 圏外                                   | -                                      |
| 048位                                                  | 沖田彩華                               | BII                                    | 22,264票                               | 11,373票                               | 015位                                  | 025位                                  | 025位                                  |
| フューチャーガールズ（49位〜64位）                     |                                        |                                        |                                        |                                        |                                        |                                        |                                        |
| 049位                                                  | 坂口理子                               | H                                      | 21,643票                               | 圏外                                   | 圏外                                   | 059位                                  | 037位                                  |
| 050位                                                  | 田中菜津美                             | H                                      | 21,472票                               | 3,770票                                | 098位                                  | 089位                                  | 089位                                  |
| 051位                                                  | 小栗有以                               | 8                                      | 21,296票                               | 7,288票                                | 037位                                  | 圏外                                   | -                                      |
| 052位                                                  | 込山榛香                               | 4                                      | 20,910票                               | 5,557票                                | 055位                                  | 021位                                  | 021位                                  |
| 053位                                                  | 山口真帆                               | NIII                                   | 20,888票                               | 9,966票                                | 024位                                  | 圏外                                   | -                                      |
| 054位                                                  | 植木南央                               | KIV                                    | 20,640票                               | 4,666票                                | 076位                                  | 058位                                  | 058位                                  |
| 055位                                                  | 武藤小麟                               | 秋研                                   | 20,356票                               | 5,286票                                | 059位                                  | 加入前                                 | 加入前                                 |
| 056位                                                  | 竹内彩姫                               | KII                                    | 19,919票                               | 11,127票                               | 018位                                  | 031位                                  | 031位                                  |
| 057位                                                  | 谷川愛梨                               | N                                      | 19,752票                               | 3,531票                                | 100位                                  | 不参加                                 | 074位                                  |
| 058位                                                  | 荒井優希                               | KII                                    | 19,467票                               | 6,984票                                | 038位                                  | 086位                                  | 086位                                  |
| 059位                                                  | 松岡菜摘                               | H                                      | 19,372票                               | 4,396票                                | 084位                                  | 046位                                  | 046位                                  |
| 060位                                                  | 渋谷凪咲                               | M/4                                    | 19,263票                               | 3,799票                                | 097位                                  | 056位                                  | 056位                                  |
| 061位                                                  | 市川美織                               | N                                      | 18,814票                               | 圏外                                   | 圏外                                   | 081位                                  | 039位                                  |
| 062位                                                  | 本村碧唯                               | KIV                                    | 18,363票                               | 4,789票                                | 071位                                  | 036位                                  | 036位                                  |
| 063位                                                  | 熊崎晴香                               | E                                      | 18,299票                               | 6,753票                                | 043位                                  | 067位                                  | 067位                                  |
| 064位                                                  | 北川綾巴                               | S/4                                    | 18,052票                               | 4,972票                                | 067位                                  | 064位                                  | 064位                                  |
| アップカミングガールズ（65位〜80位）                   |                                        |                                        |                                        |                                        |                                        |                                        |                                        |
| 065位                                                  | 太田奈緒                               | 8                                      | 17,757票                               | 6,811票                                | 041位                                  | 圏外                                   | -                                      |
| 066位                                                  | 谷真理佳                               | E                                      | 17,744票                               | 5,594票                                | 054位                                  | 055位                                  | 023位                                  |
| 067位                                                  | 永野芹佳                               | 8                                      | 17,662票                               | 7,433票                                | 035位                                  | 圏外                                   | -                                      |
| 068位                                                  | 佐藤すみれ                             | E                                      | 17320票                                | 圏外                                   | 圏外                                   | 075位                                  | 031位                                  |
| 069位                                                  | 坂口渚沙                               | 8/B                                    | 17303票                                | 3819票                                 | 096位                                  | 070位                                  | 070位                                  |
| 070位                                                  | 宮島亜弥                               | 新研                                   | 16,930票                               | 8,401票                                | 031位                                  | 圏外                                   | -                                      |
| 071位                                                  | 加藤美南                               | NIII                                   | 16,641票                               | 圏外                                   | 圏外                                   | 076位                                  | 076位                                  |
| 072位                                                  | 小畑優奈                               | KII                                    | 16,511票                               | 6,785票                                | 042位                                  | 圏外                                   | -                                      |
| 073位                                                  | 樋渡結依                               | A                                      | 16,492票                               | 4,741票                                | 072位                                  | 圏外                                   | -                                      |
| 074位                                                  | 茂木忍                                 | K                                      | 16393票                                | 8,448票                                | 030位                                  | 047位                                  | 047位                                  |
| 075位                                                  | 大森美優                               | 4                                      | 16,162票                               | 6,496票                                | 047位                                  | 073位                                  | 067位                                  |
| 076位                                                  | 後藤萌咲                               | B                                      | 16,097票                               | 6,981票                                | 039位                                  | 圏外                                   | -                                      |
| 077位                                                  | 角ゆりあ                               | 新研                                   | 15,990票                               | 圏外                                   | 圏外                                   | 圏外                                   | -                                      |
| 078位                                                  | 髙畑結希                               | E                                      | 15,804票                               | 7,302票                                | 036位                                  | 圏外                                   | -                                      |
| 079位                                                  | 豊永阿紀                               | 博研                                   | 15,598票                               | 6,684票                                | 044位                                  | 加入前                                 | 加入前                                 |
| 080位                                                  | 松岡はな                               | TII                                    | 15,396票                               | 圏外                                   | 圏外                                   | 圏外                                   | -                                      |
| 順位                                                   | 氏名                                   | 所属                                   | 得票数                                 | 速報                                   | 速報                                   | 前回 順位                              | 過去 最高 順位                         |
| 順位                                                   | 氏名                                   | 所属                                   | 得票数                                 | 得票                                   | 順位                                   | 前回 順位                              | 過去 最高 順位                         |
| 次点（81位〜100位）                                    |                                        |                                        |                                        |                                        |                                        |                                        |                                        |
| 081位                                                  | 内山命                                 | KII                                    | 15,366票                               | 5,612票                                | 053位                                  | 圏外                                   | 圏外                                   |
| 082位                                                  | 青木詩織                               | KII                                    | 15,151票                               | 6,516票                                | 046位                                  | 093位                                  | 093位                                  |
| 083位                                                  | 秋吉優花                               | H                                      | 15,107票                               | 4,679票                                | 074位                                  | 072位                                  | 072位                                  |
| 084位                                                  | 神志那結衣                             | H                                      | 14,196票                               | 圏外                                   | 圏外                                   | 053位                                  | 046位                                  |
| 085位                                                  | 中野郁海                               | 8/K                                    | 13,695票                               | 5,048票                                | 066位                                  | 圏外                                   | -                                      |
| 086位                                                  | 日高優月                               | KII                                    | 13,660票                               | 4,388票                                | 085位                                  | 079位                                  | 079位                                  |
| 087位                                                  | 下野由貴                               | KIV                                    | 13,516票                               | 5,230票                                | 060位                                  | 098位                                  | 098位                                  |
| 088位                                                  | 木本花音                               | E                                      | 13,037票                               | 圏外                                   | 圏外                                   | 068位                                  | 031位                                  |
| 089位                                                  | 城恵理子                               | BII                                    | 12,348票                               | 4,421票                                | 081位                                  | 圏外                                   | -                                      |
| 090位                                                  | 斉藤真木子                             | E                                      | 11,903票                               | 圏外                                   | 圏外                                   | 092位                                  | 042位                                  |
| 091位                                                  | 深川舞子                               | KIV                                    | 11,868票                               | 4,673票                                | 075位                                  | 圏外                                   | -                                      |
| 092位                                                  | 小田えりな                             | 8                                      | 11,750票                               | 圏外                                   | 圏外                                   | 圏外                                   | -                                      |
| 093位                                                  | 北野瑠華                               | KII                                    | 11,503票                               | 圏外                                   | 圏外                                   | 圏外                                   | -                                      |
| 094位                                                  | 篠崎彩奈                               | K                                      | 11,196票                               | 圏外                                   | 圏外                                   | 094位                                  | 078位                                  |
| 095位                                                  | 今田美奈                               | KIV                                    | 10,882票                               | 圏外                                   | 圏外                                   | 090位                                  | 090位                                  |
| 096位                                                  | 谷川聖                                 | 8                                      | 10,755票                               | 5154票                                 | 063位                                  | 圏外                                   | -                                      |
| 097位                                                  | 山田菜々美                             | 8/A                                    | 10,751票                               | 圏外                                   | 圏外                                   | 圏外                                   | -                                      |
| 098位                                                  | 大家志津香                             | A                                      | 10,672票                               | 圏外                                   | 圏外                                   | 087位                                  | 029位                                  |
| 099位                                                  | 市野成美                               | E                                      | 10,538票                               | 4,290票                                | 087位                                  | 圏外                                   | -                                      |
| 100位                                                  | 村重杏奈                               | KIV                                    | 10,163票                               | 4,659票                                | 077位                                  | 080位                                  | 067位                                  |
| 速報では100位以内で最終結果が101位以下となったメンバー |                                        |                                        |                                        |                                        |                                        |                                        |                                        |
| 101位 以下                                             | 中村歩加                               | 新研                                   | -                                      | 5,994票                                | 052位                                  | 圏外                                   | -                                      |
| 101位 以下                                             | 一色嶺奈                               | S                                      | -                                      | 5,393票                                | 057位                                  | 圏外                                   | -                                      |
| 101位 以下                                             | 熊沢世莉奈                             | KIV                                    | -                                      | 5,361票                                | 058位                                  | 圏外                                   | -                                      |
| 101位 以下                                             | 大西桃香                               | 8                                      | -                                      | 5,218票                                | 061位                                  | 圏外                                   | -                                      |
| 101位 以下                                             | 井田玲音名                             | E                                      | -                                      | 5,148票                                | 064位                                  | 圏外                                   | -                                      |
| 101位 以下                                             | 川上礼奈                               | M                                      | -                                      | 5,112票                                | 065位                                  | 圏外                                   | -                                      |
| 101位 以下                                             | 外薗葉月                               | TII                                    | -                                      | 4,800票                                | 069位                                  | 圏外                                   | -                                      |
| 101位 以下                                             | 市川愛美                               | K                                      | -                                      | 4,795票                                | 070位                                  | 圏外                                   | -                                      |
| 101位 以下                                             | 北澤早紀                               | 4                                      | -                                      | 4,641票                                | 078位                                  | 圏外                                   | -                                      |
| 101位 以下                                             | 内木志                                 | N                                      | -                                      | 4,618票                                | 079位                                  | 圏外                                   | -                                      |
| 101位 以下                                             | 荒巻美咲                               | TII                                    | -                                      | 4,431票                                | 080位                                  | 圏外                                   | -                                      |
| 101位 以下                                             | 高木由麻奈                             | KII                                    | -                                      | 4,324票                                | 086位                                  | 圏外                                   | -                                      |
| 101位 以下                                             | 月足天音                               | 博研                                   | -                                      | 4,261票                                | 088位                                  | 加入前                                 | 加入前                                 |
| 101位 以下                                             | 太野彩香                               | NIII                                   | -                                      | 4,199票                                | 089位                                  | 圏外                                   | -                                      |
| 101位 以下                                             | 田中優香                               | KIV                                    | -                                      | 4,150票                                | 090位                                  | 圏外                                   | -                                      |
| 101位 以下                                             | 久代梨奈                               | BII                                    | -                                      | 3,850票                                | 093位                                  | 圏外                                   | -                                      |
| 101位 以下                                             | 奈良未遥                               | 新研                                   | -                                      | 3,848票                                | 094位                                  | 圏外                                   | -                                      |
| 101位 以下                                             | 末永桜花                               | E                                      | -                                      | 3,682票                                | 099位                                  | 圏外                                   | -                                      |

### グループ別議席数
80位以内に入ったグループ別のメンバー数は、下表のとおりとなり、前回に引き続きAKB48が最多議席数を獲得し、第一党となった。
| 順位 | グループ | 議席数 | 前回   | 前回 |
| 順位 | グループ | 議席数 | 議席数 | 順位 |
| ---- | -------- | ------ | ------ | ---- |
| 1位  | AKB48    | 25     | 28     | 1位  |
| 2位  | SKE48    | 19     | 20     | 2位  |
| 3位  | HKT48    | 16     | 19     | 3位  |
| 4位  | NMB48    | 10     | 11     | 4位  |
| 4位  | NGT48    | 10     | 2      | 5位  |

### 不正投票疑惑
速報発表を受け、インターネット上ではNGT48のモバイルサイトのシステム不備で不正に重複投票が可能であったのではないかと指摘された。その後、同様の現象がAKB48モバイル及びメール会員サイト、HKT48モバイル及びメール会員サイト、NGT48メール会員サイト、STU48モバイル会員サイトでも発生していることが判明した。これに対し、投票システムを管理する株式会社ゴンドラは2017年6月1日、選抜総選挙公式サイトにおいて、不正な重複投票疑惑を否定した。翌2日にゴンドラ社は公式見解を改めて発表し、補足説明を行った。

## 公約
49thシングル選抜総選挙においては、立候補メンバー全員の目標順位と公約が本イベント公式サイトに掲示されている。
目標順位達成者は下表の通り。なお、兼任メンバーについては所属元グループのみに記載している。
| AKB48      | AKB48    | AKB48                                                                                    | AKB48 | AKB48       |
| 氏名       | 目標順位 | 公約                                                                                     | 順位  | 備考        |
| ---------- | -------- | ---------------------------------------------------------------------------------------- | ----- | ----------- |
| 横山由依   | 7位      | ランクインメンバー全員と2ショット写真撮影                                                | 7位   | [ 注釈 10 ] |
| 福岡聖菜   | 32位     | 32kmマラソン                                                                             | 32位  | [ 注釈 11 ] |
| 太田奈緒   | 80位     | 京都トヨタにて一日社員として働く                                                         | 65位  | [ 注釈 12 ] |
| 久保怜音   | 65位     | 絵本を作ってファンの方の前で朗読会                                                       | 47位  | [ 注釈 13 ] |
| 武藤小麟   | 80位     | 姉の武藤十夢とカラオケ配信                                                               | 55位  | [ 注釈 14 ] |
| SKE48      |          |                                                                                          |       |             |
| 氏名       | 目標順位 | 公約                                                                                     | 順位  | 備考        |
| 惣田紗莉渚 | 16位     | 初のファンミーティング                                                                   | 8位   | [ 注釈 15 ] |
| 鎌田菜月   | 69位     | 卒業アルバム個人写真公開                                                                 | 44位  | [ 注釈 16 ] |
| 髙畑結希   | 80位     | SKE48カフェで髙畑考案のうどんメニューを出して自作名刺作を配ったりしてカSKE48カフェで働く | 78位  | [ 注釈 18 ] |
| NMB48      |          |                                                                                          |       |             |
| 氏名       | 目標順位 | 公約                                                                                     | 順位  | 備考        |
| 加藤夕夏   | 49位     | SHOWROOMでギターライブします                                                             | 33位  | [ 注釈 19 ] |
| 白間美瑠   | 16位     | ファンの方の似顔絵描き配信をします                                                       | 12位  | [ 注釈 20 ] |
| 村瀬紗英   | 49位     | SHOWROOMでパジャマ姿から、メイクをして、その日の服に着替える                             | 39位  | [ 注釈 21 ] |
| HKT48      |          |                                                                                          |       |             |
| 氏名       | 目標順位 | 公約                                                                                     | 順位  | 備考        |
| 指原莉乃   | 1位      | 第2回ゆび祭り〜アイドル臨時総会〜                                                        | 1位   |             |
| 田中菜津美 | 65位     | ファンの方々の打ち上げに参加する（マネージャー同席）                                     | 50位  | [ 注釈 22 ] |
| 田中美久   | 32位     | 熊本のいろんな町をまわってMVをつくる                                                     | 28位  | [ 注釈 20 ] |
| 森保まどか | 33位     | ディナーショーSHOWROOM配信                                                               | 31位  | [ 注釈 23 ] |
| 松岡はな   | 80位     | 87の恩返し                                                                               | 80位  | [ 注釈 24 ] |
| 豊永阿紀   | 80位     | 47都道府県の「阿」のつく場所をまわります。                                               | 79位  | [ 注釈 25 ] |
| NGT48      |          |                                                                                          |       |             |
| 氏名       | 目標順位 | 公約                                                                                     | 順位  | 備考        |
| 荻野由佳   | 33位     | 何があってもへこたれない企画!                                                            | 5位   | [ 注釈 26 ] |
| 高倉萌香   | 80位     | ピアノを弾きます!                                                                        | 25位  | [ 注釈 27 ] |
| 中井りか   | 24位     | SHOWROOM24時間配信やっちゃいます!!                                                       | 23位  | [ 注釈 28 ] |
| 西潟茉莉奈 | 80位     | 髪の色をチェンジします!（公演1回限定）                                                   | 41位  | [ 注釈 29 ] |
| 本間日陽   | 80位     | お礼としてバレエ配信                                                                     | 13位  | [ 注釈 30 ] |
| 角ゆりあ   | 80位     | フォトログ、モバメでその順位の数分、更新する                                             | 77位  | [ 注釈 31 ] |
| 宮島亜弥   | 80位     | 色々なコスプレしちゃいます!                                                              | 70位  | [ 注釈 32 ] |

## 連動企画

### AKB48 49thシングル 選抜総選挙 × SHOWROOM
ストリーミングサービス・SHOWROOMによるアピール配信イベント。
配信期間
- 2017年5月25日17時00分 - 2017年6月16日15時00分

朝7時から8時・夕方18時から19時の時間帯には「AKB48 選抜総選挙 演説タイム」が設定される。
イベント結果
本イベントの順位は、総選挙の結果とは関係ないが、上位16名の「SHOWROOM選抜」による楽曲「プライベートサマー」が、49thシングルのType Dのカップリングとして収録され、ミュージック・ビデオも制作された。
所属チームにおける省略表記は以下の通り。
- K研 - AKB48チームK ドラフト研究生
- B研 - AKB48チームB ドラフト研究生
- 4研 - AKB48チーム4 ドラフト研究生
- 栄研 - SKE48研究生
- 博研 - HKT48研究生
- 新研 - NGT48研究生
- STU - STU48

### “第1位の椅子”リニューアル企画
これまでの選抜総選挙で1位になったメンバーが座ってきた椅子を今回で初めてリニューアルし、代々木アニメーション学院の学生から募ったデザインより決定する。2017年5月15日にSHOWROOMで『AKB48選抜総選挙 第1位の椅子 新デザイン決定生配信』が配信され、最終審査に残った10作品の中から同番組の視聴者投票により新デザインが決定した。

## 公式関連出版物
- 『AKB48総選挙公式ガイドブック 2017』 講談社MOOK、著者: AKB48グループ、2017年5月17日、ISBN 978-4-065095652。
- 『AKB48総選挙! 水着サプライズ発表2017』 編集: 週刊プレイボーイ編集部、2017年8月2日、ISBN 978-4081022434。